# Javānābād
Javānābād (persiska: دِلبَرِ رُك رُك, جوان آباد) är en ort i Iran.   Den ligger i provinsen Lorestan, i den västra delen av landet, 400 km sydväst om huvudstaden Teheran. Javānābād ligger 1 035 meter över havet och antalet invånare är 255.
Terrängen runt Javānābād är lite kuperad. Runt Javānābād är det ganska tätbefolkat, med 72 invånare per kvadratkilometer. Närmaste större samhälle är Cham-e Dīvān, 2,6 km söder om Javānābād. Omgivningarna runt Javānābād är i huvudsak ett öppet busklandskap.